# Diputados Televisión
DTV (Diputados Televisión) es un canal de televisión por suscripción argentino de programación parlamentarios e institucionales, que emite las sesiones de la Cámara de Diputados de la Nación Argentina en vivo o diferido, además, de eventos, comisiones, reuniones, informativos, entrevistas, documentales y especiales relacionados con los diputados. 

## Historia
El canal fue creado por Resolución Interna en Orden Del Día 1370 de fecha 27 de noviembre de 2006, siendo su primera transmisión Institucional eventual en le mes de septiembre de 2013, con motivo de la Beatificación del Cura Brochero desde la pcia. de Córdoba, bajo la presidencia del Diputados Julián Domínguez siendo su primer director el Dr. Luis Gerardo Del Giovannino, inaugurando sus estudios y transmisiones de prueba en el 17 de octubre del año 2014. Actualmente transmite las 24 horas los 365 días de año. Las transmisiones oficiales comenzaron el 25 de mayo de 2015.
También transmite contenido del Banco Audiovisual de Contenidos Universales Argentino (BACUA).